# Francisco Javier Vázquez Varela
Francisco Javier Vázquez Varela, nacido en Vigo el 8 de junio de 1754 y fallecido en 1818, abogado, fue alcalde de Vigo durante la Guerra de Independencia española.

## Trayectoria
Destituida la corporación anterior por sospecharse de su afrancesamiento, fue elegido el 25 de enero de 1809 por aclamación popular, poco antes de la llegada del ejército napoleónico, a quien entregó la villa.
Durante los dos meses de ocupación hizo un trabajo de desgaste contra el gobernador francés Chalot, mientras iba enviando apoyos a la resistencia del cerco de fuera de las murallas.
Tras la reconquista se dio orden de arresto contra él por colaboracionista con los franceses, sin embargo fue absuelto de esas acusaciones y continuó con su carrera de jurisprudencia como oidor de la Audiencia de Galicia (máximo tribunal regio de Galicia con sede en La Coruña), alcalde de la Casa y Corte de Madrid y Consejero del Real Supremo Tribunal de Hacienda en 1816, llegando a amasar una gran fortuna.

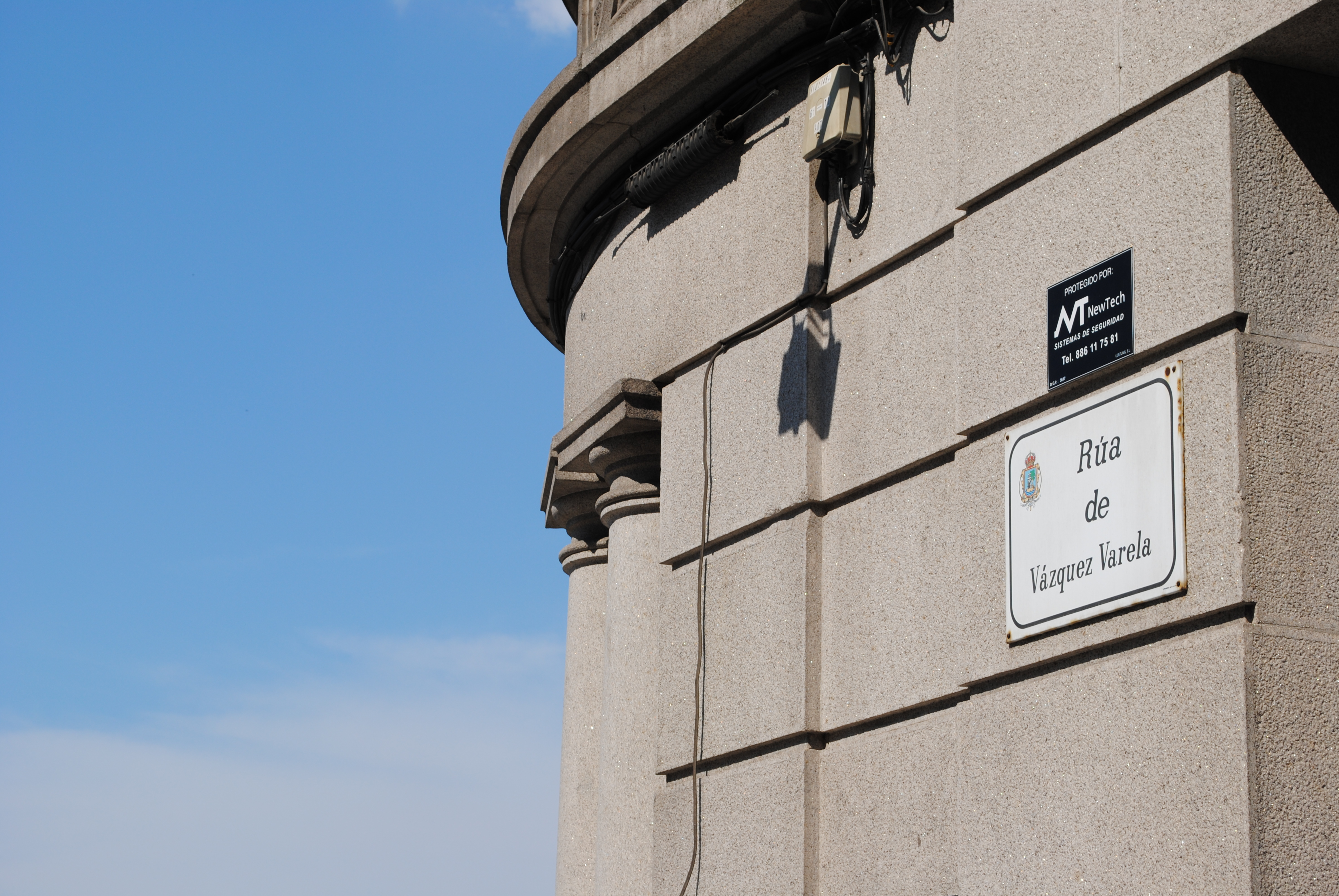
Placa de la calle dedicada en Vigo.

El Ayuntamiento de Vigo le dedicó el nombre de una calle el 27 de marzo de 1909, a petición de Ricardo Senra Fernández.